# Aliança Democrática de Angola
A Aliança Democrática de Angola - Coligação (AD-Coligação) foi uma coligação eleitoral de partidos políticos em Angola. Seu melhor resultado foi eleger um representante para a Assembleia Nacional de Angola nas eleições de 1992. Foi extinta em 2013.